# Хилажев, Мавлет Хилажевич
Мавлет Хилажевич Хилажев (5 мая 1916 года — 30 августа 1997 года) — Наводчик орудия 602-го стрелкового полка (109-я стрелковая дивизия, 42-я армия, Ленинградский фронт) ефрейтор, Полный кавалер ордена Славы.

## Биография
Родился 5 мая 1916 года в деревне Мансурово ныне Учалинского района Башкортостана.
Башкир. Образование начальное. Член КПСС с 1942 г.
Начал трудовую деятельность с 12 лет на приисках Мансуровского золотоносного рудника.
В армию призван Учалинским райвоенкоматом в июле 1941 г. На фронте с октября 1941 года. Служил в 14-м конно-артиллерийском полку. Участвовал в обороне Ленинграда.
Наводчик орудия 602-го стрелкового полка (109-я стрелковая дивизия, 42-я армия, Ленинградский фронт) ефрейтор Хилажев 1 февраля 1944 года в бою под населенным пунктом Александровская Горка (Кингисеппский р-н Ленинградской обл.), выкатив орудие на открытую позицию, прямой наводкой уничтожил две огневые точки противника. Участвуя в отражении отражении контратаки противника подавил огонь двух огневых точек противника и участвовал в отражении немецких танков типа «Тигр». Заменил вышедшего из строя командира орудия. 12 апреля 1944 года приказом по 109-й стрелковой дивизии награждён орденом Славы 3-й степени.
В мае 1944 года назначен помощником командира артиллерийского взвода 141-й пулеметно-артиллерийской бригады.
К 14 сентября 1944 года старший сержант Хилажев — командир орудия батареи 76-мм пушек 937-го стрелкового полка 256-й стрелковой дивизии. Отличился в боях при прорыве переднего края обороны противника 14 сентября 1944 года, в районе Леж-Пакшены Латвийской ССР, орудие старшего сержанта Хилажева действовало в боевых порядках пехоты на прямой наводке. При переходе пехоты на новые рубежи, расчёт орудия своевременно занимал выгодные позиции, меткими попаданиями разбивая ДЗОТы и в упор расстреливало контратакующих гитлеровцев. В период боя 14 сентября 1944 года орудие Хилажева разбило три ДЗОТа, четыре огневые точки и истребило двадцать одного немецких солдат и офицеров. 18 сентября 1944 года приказом по 256-й стрелковой дивизии повторно награждён орденом Славы 3-й степени.
Командир орудия батареи 76-мм пушек 937-го стрелкового полка 256-й стрелковой дивизии старший сержант Хилажев при прорыве обороны противника в районе населенного пункта Арникайми (Латвия) находился с расчетом в боевых порядках стрелков, прямой наводкой из орудия уничтожил 2 пулеметные точки противника, чем обеспечил продвижение подразделений полка. В ночь на 22 декабря 1944 года Хилажев при отражении контратак противника поразил с бойцами расчета прямой наводкой свыше отделения вражеских солдат. 30 января 1945 года приказом по 42-й армии награждён орденом Славы 2-й степени.
Приказом министра обороны РФ № 600 от 18 декабря 1994 года перенаграждён орденом Славы 1-й степени.
После войны служил в городе Вроцлав в Польше. В мае 1946 года демобилизован, работал на золотых приисках в деревне Мансурово (Башкортостан).
Умер 30 августа 1997 года, похоронен на кладбище села Мансурово.

## Награды
- Полный кавалер ордена Славы:
  - орден Славы I степени (18 декабря 1994)[3][5];
  - орден Славы II степени (30 января 1945)[6];
  - орден Славы III степени (18 сентября 1944)[7];
- орден Отечественной войны I степени (6 апреля 1985)[8];
- орден Красной Звезды (1 февраля 1945)[9];
- медаль «За отвагу» (27 января 1944)[10];
- медаль «За оборону Ленинграда» (3 июня 1943 года)[11]
- медаль «За победу над Германией в Великой Отечественной войне 1941—1945 гг.» (1945)

## Память
Имя Мавлита Хилажевича Хилажева носит Мансуровская средняя школа, одна из улиц деревни также названа именем кавалера.